# Puigmoreno
Puigmoreno o Pui Moreno en aragonès és una pedania d'Alcanyís a la comarca del Baix Aragó, província de Terol, l'Aragó. El poble va ser creat per l'Institut Nacional de Colonització amb el nom de Campillo de Franco. Segons el cens de l'INE de 2013 té 366 habitants.